# Roldana candicans

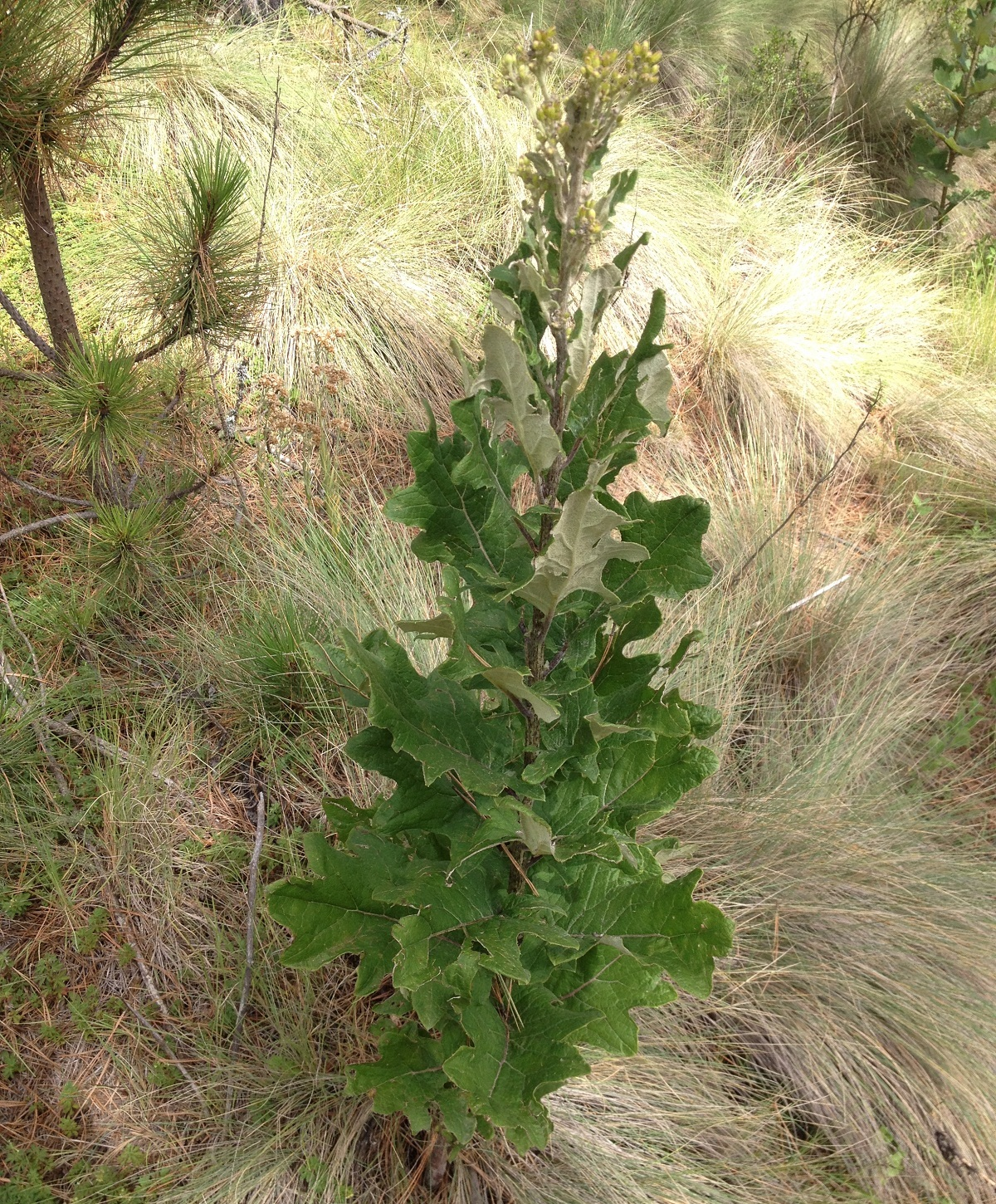
Vista de la planta

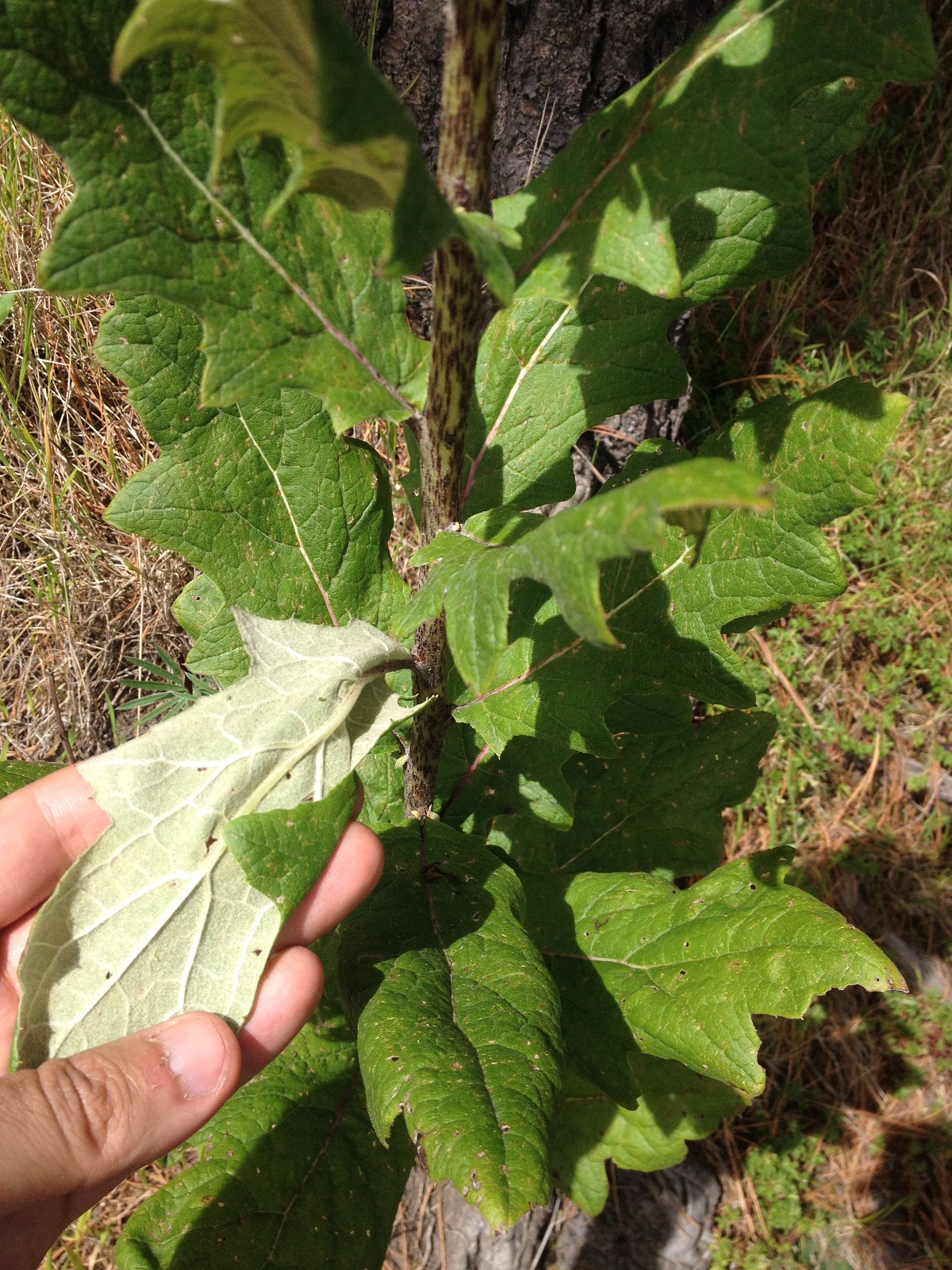
Detalle de las hojas

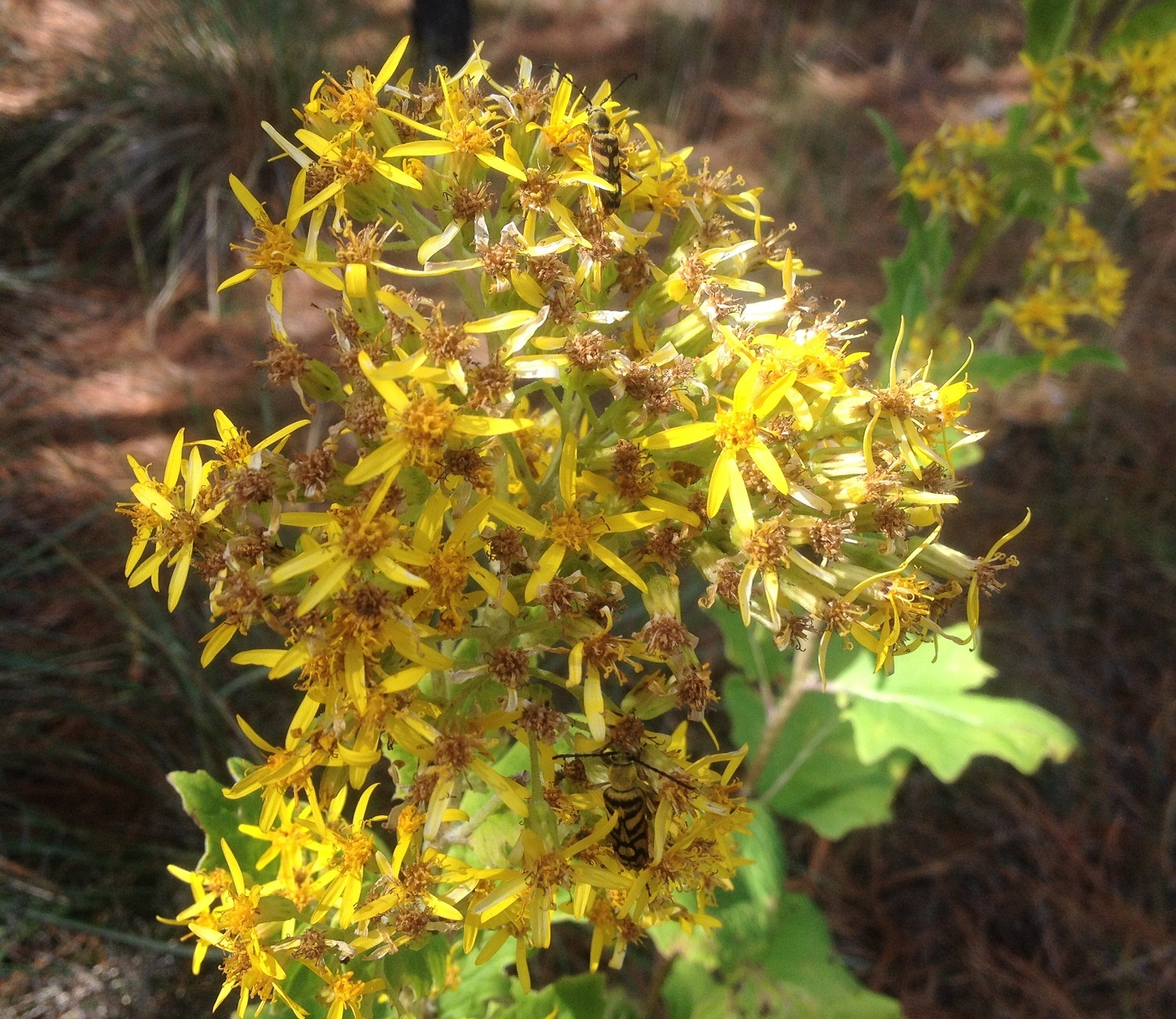
Detalle de la inflorescencia

Roldana candicans, conocida comúnmente como hediondilla, es una planta de la familia de las asteráceas. Es nativa de la media montaña del centro-sur y este de México.

## Descripción
Roldana candicans es una hierba perenne, erecta, de hasta de 2 m de altura. El tallo único es estriado-piloso. Sus hojas de margen profundamente dentado son oblongas, de hasta de 26 cm de largo, de haz verde glabro y envés blanco piloso. La inflorescencia es una panícula cilíndrica y amplia, de 15 a 28 cm de largo, con numerosas flores compuestas de color amarillo. Florece en otoño, al comienzo de la estación seca.

## Distribución y hábitat
Roldana candicans es nativa de los bosques de montaña de México, donde crece entre los 2600 y los 3500 m s. n. m. Se distribuye de Jalisco a Veracruz, a lo largo del Eje Neovolcánico, así como de Hidalgo a Oaxaca. Se suele ver favorecida por el disturbio, así que es común verla a orillas de caminos o en claros de bosque; pero en general es una especie escasa.

## Taxonomía
Roldana candicans fue descrita en 2018 por José Luis Villaseñor, Susana Valencia Avalos y Allen J. Coombes, sobre un basónimo de Luis Née, en Phytotaxa 333(2): 256.

### Etimología
Roldana: nombre genérico dado por Pablo de La Llave en honor a Eugenio Montaño y Roldán, un general insurgente de la Independencia de México.
candicans: epíteto latino que significa "que se vuelve blanco".

### Sinonimia
- Quercus candicans Née
- Roldana lineolata (DC.) H.Rob. & Brettell
- Roldana sinuata B.L.Turner
- Senecio lineolatus DC.
- Senecio sinuatus Kunth[6]